# Eugène-Pierre Maurice Deleau
Eugène-Pierre Maurice Deleau, francoski general, * 1879, † 1972.